# 제24회 부산국제영화제
제24회 부산국제영화제는 2019년 10월 3일부터 12일까지 열렸다. 85개국에서 초청된 299편(월드 프리미어: 118편, 인터내셔널 프리미어: 27편)의 영화가 영화의전당, CGV센텀시티, 롯데시네마 센텀시티, 메가박스해운대(장산), 동서대학교 소향씨어터, 롯데시네마 대영 등 6개 극장 37개 스크린에서 상영되었다. 열흘 간의 영화제 기간 동안 모두 18만 9116명의 관객이 들었다. 개막작은 예를란 누르무함베토프와 리사 타케바가 공동연출한 카자흐스탄의 《말도둑들. 시간의 길》이, 폐막작은 임대형 감독의 《윤희에게》가 상영되었다. 영화제가 열리는 기간에 무대행사, 필름마켓, 포럼 등 다양한 행사가 펼쳐졌다.

## 프로그램
부산국제영화제의 프로그램은 주제에 따라 크게 11개의 섹션으로 나뉘어 있다.
| 섹션              | 상영작 |
| ----------------- | --- |
| 개막작            | 말도둑들. 시간의 길                                                                                                   |
| 폐막작            | 윤희에게 |
| 갈라 프레젠테이션 | 《커밍 홈 어게인》 《글로리아 먼디》 《더 킹: 헨리5세》 《파비안느에 관한 진실 》                                     |
| 아이콘            | 《어른의 부재》 《기생충》 등                                                                                         |
| 아시아영화의 창   | 《악마같은 우리 형》 《비가 그친 후》 《니나 우》 《아저씨X아저씨》 등                                                |
| 뉴 커런츠         | 《69세》 《잭푸르트》 《나의 정체성》 《롬》 등                                                                       |
| 한국영화의 오늘   | 《미성년》 《야구소녀》 《엑시트》 《니나 내나》 《찬실이는 복도 많지》 등                                            |
| 한국영화회고전    | 정일성회고전 《본투킬》 《황진이》 《만추》 《만다라》 《사람의 아들》《최후의 증인》 《화녀》                        |
| 월드시네마        | 《#아이엠히어》 《어떤 침묵》 《세자매》 《내 몸이 사라졌다》 《결혼 이야기》 《타오르는 여인의 초상》 《두 교황》 등 |
| 플래시 포워드     | 《퍼펙트 넘버, 파이브》 등                                                                                            |
| 와이드앵글        | 《내가 그리웠니》《쓰레기》《새의 정원》《대통령의 7시간》 등                                                         |
| 오픈시네마        | 《99개의 노래》《초미의 관심사》《레미제라블》《기생충》《더킹:헨리 5세》등                                           |
| 특별기획프로그램1 | 한국영화100년사,위대한 정전10선 《휴일》《오발탄》《바람불어 좋은 날》《올드보이》 등                                 |
| 특별기획프로그램2 | 응시하기와 기억하기 - 아시아 여성감독 3인전 《흙》《불》《재집합》《그녀 이름은 베트남》 등                           |
| 미드나잇패션      | 《블러드 퀀텀》《반교:디텐션》《퍼스트 러브》《3층의 여자》 등                                                        |
| 부산클래식        | 《알라딘》《면로》《졸업》《증인》《붉은 나무딸기》                                                                   |

## 아시아콘텐츠어워즈
제24회 부산국제영화제 기간인 6일 오후, 동서대학교 소향씨어터에서는 TV콘텐츠를 대상으로 하는 시상식인 아시아콘텐츠어워즈(Asia Contents Awards)가 부대행사로 열렸다. 오동진 위원장의 사회로 레드카펫 행사가 열렸고 이어, 배우 유태오와 2019 미스코리아 진 출신의 김세연로 시상식이 진행되었다.
| 부문                 | 수상자 |
| -------------------- | --- |
| 신인상               | 케미사라 팔라데시 배우, 사난타찻 타나팟피잘 배우 (태국 호르몬 시리즈) 김웅호 감독 장다페이 배우(중국 <니시아안중적산척화해양>) 모리타 미사토 (일본 <살색의 감독 무라니시>) |
| 인기상               | 팡 롱 (싱가포르 <팩컬티>) |
| 작가상               | 루시유안 (대만\| <아문여악적거리>) 박해영(한국 <나의 아저씨>) |
| 남자배우상           | 레이지아인 ( 중국 <장안십이시진>) 김남길 (한국 <열혈사제>) 야마다 타카유키 (일본 <살색의 감독 무라니시>)                                                                   |
| 여자배우상           | 야오첸 (중국 <도정호>) 마야 살바도르 (필리핀 <와일드 플라워>) |
| 공로상               | 이혜민 감독 (중국 <비호지장행극전>) |
| 베스트 아시아 드라마 | <호르몬 시리즈>(태국) <팩컬티>(싱가포르) |
| 베스트 크리에이티브  | 김영규 총괄PD (한국 스튜디오드래곤 <미스터 선샤인>) |
| 특별상               | 김재중 (한국) |

## 아시아프로젝트마켓 (Asian Project Market)
부산국제영화제 기간에 부산영상위원회와 함께 아시아프로젝트마켓을 개최했다. 아시아프로젝트마켓은 기획개발 및 제작 중인 전 세계 극영화 프로젝트를 대상으로 하는 아시아 최대의 투자 및 공동제작 마케팅 행상이다. 올해 APM에서는 총 60개국 384편의 프로젝트가 접수되었고 치열한 경쟁을 거쳐 15개국 29편이 선정되어, 영화제 기간에 열린 APM행사에서 투자 및 마케팅이 진행되었다.

### APM 어워드
- 부산상: 《고독의 지도》 나카이 노에미에 l 와타나베 사치 l 일본
- 마스어워드: 《택배원은 문을 두 번 두드린다》 l 후지아 l 다니엘 위 l 중국
- CJ엔터테인먼트어워드: 《포르노 스타》 l 앙트와넷 자다온 l 비앙카 발부에나, 댄 빌레가스 l 필리핀
- 롯데어워드: 《딸에 대하여》 l 부지영 l 제정주 l 대한민국
- 한국콘텐츠진흥원상: 《동충, 하초》 l 강상우 l 한선희 l 대한민국
- 아르떼상: 《모어》 l 자낫 알샤노바 l 줄리아 킴 l 카자흐스탄
- 노르웨이사우스필름펀드상: 《청춘의 결》 l 애쉬 메이페어 l 쩐 티 빅 응옥 l 베트남
- 모네프상: 《아이》 l 강동헌 l 정연 l 대한민국

## 플랫폼부산
올해 세번째 열린 '플랫폼부산'은 영화제 기간인 10월 5일에서 8일까지 4일간 진행되었다. 플랫폼부산은 25개국 아시아영화인들의 활발한 소통의 장으로서 더욱 폭넓고 실용적인 프로그램이 진행되었다. 고레에다 히로카즈 감독과 박찬욱 감독을 초청해서 열린 필름메이커 토크를 통해 영화계 거장들과 직접적인 만남을 가질 수 있는 기회를 제공하였고, 독립영화인들에게 실질적으로 도움이 되는 프로그램을 강화하기 위해 영화 투자, 배급, 펀드에 대한 이야기뿐만 아니라 제작자들의 노하우를 들을 수 있는 기회를 확대하였다.

## 포럼 비프
올해 부산국제영화제는 지석영화연구소의 출범과 함께 포럼 비프를 새롭게 개최했다. 10월 5일부터 11일까지 영상산업센터, 동서대학교센텀캠퍼스, CGV 센텀시티에서 열린 포럼 비프에서는 한국영화, 아시아영화, 영화기술∙산업∙정책 포럼의 세 부문으로 구성되었다. 이창동 감독, 트린 민하 감독, 제인 게인스 교수의 기조 발제를 포함하여 국내외 여러 학자와 영화인들이 참가한 이번 포럼은 총 1,276명의 청중과 함께 열정적인 토론의 장을 이루어냈다. 이번 포럼 비프는 영화의 바다와 함께 인문학의 바다도 열고자 하는 부산국제영화제의 오랜 지향을 이루어내기 위한 발판을 만들었다고 평가할 수 있다.

## 더 킹: 헨리 5세 프로모션

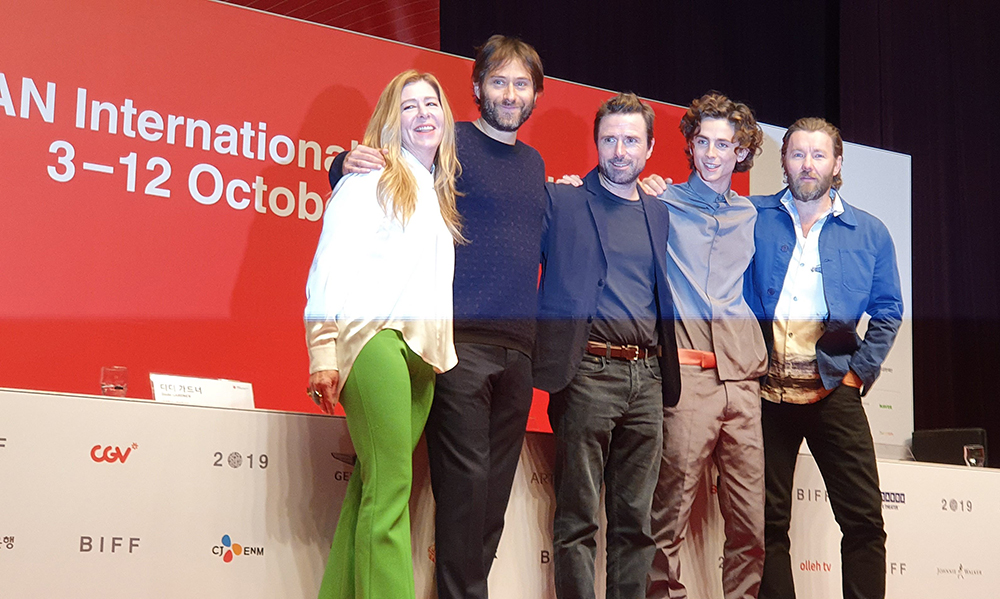
2019년, BIFF 공식기자회견

- '더 킹: 헨리 5세'는 2019년 열린 제24회 부산국제영화제 갈라 프레젠테이션 섹션을 통해 상영되었다. 영화제 기간에 '더 킹: 헨리 5세'의 제작진과 배우과 부산을 직접 찾아 홍보활동을 펼쳤다. 8일 오후 신세계백화점 센텀시티점 문화홀에서 열린 '더 킹: 헨리 5세' 공식 기자회견에는 데이비드 미쇼 감독과 배우 티모시 샬라메, 조엘 에저턴, 그리고 제작사 플랜B 엔터테인먼트의 프로듀서 디디 가드너와 제레미 클라이너가 참석했다.[4] '더 킹: 헨리 5세'는 BIFF기간에 기자시사회 한 차례와 일반 상영 2차례가 진행되었다.

## 같이 보기
- 부산국제영화제의 수상작 목록
- 영화의전당